# Rainer-Malkowski-Preis
Der Rainer-Malkowski-Preis wird seit 2006 im Auftrag der Rainer Malkowski Stiftung von der Bayerischen Akademie der Schönen Künste verliehen. Mit diesem Literaturpreis soll allgemein „deutschsprachige Literatur (…) gefördert“ werden.
Die Auszeichnung ist mit 30.000 Euro dotiert und gehört damit zu den höchstdotierten deutschen Literaturpreisen. Zusätzlich vergebene Stipendien sind in der Regel mit 5.000 Euro dotiert.

## Preisträger
- 2006: Manfred Peter Hein
- 2008: Adolf Endler und Kurt Drawert (zu gleichen Teilen)
- 2010: Angela Krauß
- 2012: Christoph Meckel und Lutz Seiler (zu gleichen Teilen)
- 2014: Daniela Danz und Mirko Bonné (zu gleichen Teilen)
- 2016: Klaus Merz (Hauptpreis); Efrat Gal-Ed (Stipendium)
- 2018: Ror Wolf (Hauptpreis); Sylvia Geist (Stipendium)
- 2020: Anja Kampmann und Norbert Hummelt (zu gleichen Teilen)[1]
- 2022: Norbert Scheuer (Hauptpreis); Stipendien: Mara-Daria Cojocaru und Sibylla Vričić Hausmann[2]
- 2024: Wilhelm Bartsch (Hauptpreis); Nancy Hünger (Stipendium)[3]